# Phostria lanialis
Phostria lanialis là một loài bướm đêm trong họ Crambidae.